# Josephine Terlecki
Josephine Terlecki (née le 17 février 1986 à Weimar) est une athlète allemande spécialiste du lancer du poids.

## Carrière
Elle se distingue lors de la saison 2011 à l'occasion des Championnats d'Europe en salle de Paris-Bercy avec un jet à 18,01 m réalisé lors des qualifications, améliorant de treize centimètres son record personnel établi quelques semaines plus tôt à Nordhausen. Le lendemain, elle se classe troisième de la finale derrière la Russe Anna Avdeyeva et sa compatriote Christina Schwanitz en établissant un nouveau record personnel avec 18,09 m.

### Palmarès
| Date | Compétition                          | Lieu     | Résultat | Performance |
| ---- | ------------------------------------ | -------- | -------- | ----------- |
| 2011 | Championnats d'Europe en salle       | Paris    | 3e       | 18,09 m     |
| 2012 | Coupe d'Europe hivernale des lancers | Bar      | 3e       | 18,59 m     |
| 2012 | Championnats d'Europe                | Helsinki | 4e       | 18,33 m     |
| 2013 | Championnats d'Europe en salle       | Göteborg | 6e       | 18,16 m     |

### Records
| Épreuve                 | Performance | Lieu         | Date            |
| ----------------------- | ----------- | ------------ | --------------- |
| Lancer du poids         | 18,87 m     | Wattenscheid | 16 juin 2012    |
| Lancer du poids (salle) | 18,29 m     | Nordhausen   | 21 janvier 2012 |